# Genki Hirakawa
Genki Hirakawa (平川 元樹 Hirakawa Genki?), född 8 juli 1996 i Hokkaido prefektur, är en japansk fotbollsspelare.
Hirakawa började sin karriär 2019 i Iwate Grulla Morioka.